# 田中清一
田中 清一（たなか せいいち、1892年（明治25年）9月3日 - 1973年（昭和48年）11月27日）は、日本の政治家、実業家。参議院議員（1期）。「高速道路の父」とも呼ばれる。

## 来歴
福井県大野郡和泉村（現大野市）に生まれる。父は浄土真宗の僧侶だった。村の小学校を卒業後大阪に出向き、鉄工所に勤務、製材用機械の製作所を興し、昭和の始めに静岡県沼津市に移転、株式会社化した（現在の株式会社富士製作所）。実業家となった直後に太平洋戦争が勃発し、岐阜県岐阜市金華山に軍部のトンネル工場を建設するも未完のまま終戦を迎えた。
敗戦直後の1947年（昭和22年）に、食糧自給自足を目標とする「平和国家建設国土計画大綱」をまとめ、日本政府と連合国軍最高司令官総司令部（GHQ）に提出するなど各方面に働きかけた。
連合国軍総司令官ダグラス・マッカーサーに直訴したり、1949年（昭和24年）には昭和天皇に自らの構想を披露するなどの活動を行った。また、戦後日本の復興には物流が要であるという志から、普遍的な国土開発を目指し、一私人でありながら私財を投じて国土改造計画の立体模型製作などを行い、その中心的活動として高速道路計画である「国土開発縦貫自動車道構想」（田中プラン）、すなわち日本で初めての高速道路である名神高速道路を立案し、ついに実現に移した。
1954年（昭和29年）藍綬褒章受章。
1959年（昭和34年）、高速道路計画実現を国民に訴え、第5回参議院議員通常選挙に全国区から出馬し、当選、参議院議員を1期務めた。1965年（昭和40年）秋の叙勲で勲二等瑞宝章受章。
1973年11月27日死去、81歳。死没日をもって従四位に叙される。
現在、東名高速道路沼津インターチェンジの一般道側出入口には、彼の銅像が立てられている。

## 国土開発縦貫自動車道構想
国土開発縦貫自動車道構想は、戦後の日本国土の普遍的開発を図ることを目的に、そのためのインフラ整備として全国にネットワーク的な道路網を形成するという、田中が起案した開発構想のことである。
具体的な道路構成の基本的考え方は、最初に本州の中央山地部を縦貫する幹線自動車道を建設し、この幹線道路から海岸に向かって肋骨状に連絡道路を建設するというもので、戦前に内務省が構想しながらも戦時下で頓挫した「自動車国道構想」に代わるものであった。内務省の「自動車国道構想」は、国防的見地から、海岸沿いに幹線道路をループ状に設けて必要箇所に横断道路を建設するというものであったが、田中の構想は、これとは対極的に位置する考え方であった。
田中の縦貫道構想は、戦後日本の高速道路建設計画が具体化するきっかけとなり、瀬戸山三男や青木一男ら当時の有力国会議員の支持を受けて、1953年（昭和28年）には「国土建設推進連盟」が結成され、さらに同年5月には「国土開発中央自動車道事業法案」（現在の中央自動車道）が議員立法されるまでに至った。田中自身も、1959年（昭和34年）に参議院に立候補して当選し、自ら国会議員として縦貫道構想の実現に奔走した。構想自体は具体的なルート問題で理念に走りすぎて現実にそぐわない面もあったが、中国自動車道など構想通り実現された道路もあり、田中の運動が日本の高速道路網建設の具体化と発展に大きく貢献することとなった。

### 田中プラン（総合国土開発田中案要綱）
「戦後日本に一本の芯を」との志のもと、1947年（昭和22年）4月、日本政府とGHQに提案された田中プランの概要は、以下の通りである。
1：趣旨要約
日本人全部が、この狭い国土で平和な文化の高い生活を営み、食料を自給自足し、同時に各種の眠れる資源を開発するためには、
人口と産業を、農業に適さない山地高地へ分散させる事が必要であり、そのために高原地帯を貫く高速道路を建設すべきである。
2：高速道路建設
道路は北海道の稚内から九州鹿児島に至る高原地帯を貫いて通る日本の幹線大道路を作る。これより表日本と裏日本の各地に連絡する道路を拡大整備する。その第一着手は最も資源が富み、かつ経済価値の高く、国家的に有利な東京－神戸間の本州縦貫中央道路とする。
我々は本案を政府及び政党が国家再建の基本政策として真剣に取り上げ、国家事業として早急に実施するように要望し、その重要性を鑑みて、一般世論の喚起に努めている。
3：中央道案による利点
農耕地をつぶさず
却って農耕地、住宅地、工場敷地を広くする。
搬出不能の木材資源三億石以上の産出
地下資源、金、銀、銅、石灰石等の発掘
国際観光資源の開拓
電源の開発
高速輸送の便、その他
4：建設費
1004億円余を要する。
これを5ヵ年計画として1年約280億円余となる。
日本政府事業としてやれば問題ないが、民間事業としても特殊会社による政府投資を得てやれば可能である。
外資に依存せず、全国民が1人1日1円の国土建設目的貯金をすれば自力で達成が可能である。